# Distrito de Hegyhát
El distrito de Hegyhát es un distrito húngaro perteneciente al condado de Baranya. Es el único distrito húngaro que no lleva el nombre de su sede de distrito.

## Localidades
El distrito está conformado por 2 ciudades y 23 pueblos.
Ciudades
- Mágocs
- Sásd

Pueblos
- Ág
- Alsómocsolád
- Bakóca
- Baranyajenő
- Baranyaszentgyörgy
- Felsőegerszeg
- Gerényes
- Gödre
- Kisbeszterce
- Kishajmás
- Kisvaszar
- Mekényes
- Meződ
- Mindszentgodisa
- Nagyhajmás
- Palé
- Szágy
- Tarrós
- Tékes
- Tormás
- Varga
- Vásárosdombó
- Vázsnok